# Tony Bill
Gerard Anthony "Tony" Bill (San Diego, Califórnia, 23 de agosto de 1940) é um cineasta, produtor e actor americano. Em 1980, Tony Bill assinou a primeira realização: O Meu Guarda-Costas (My Bodyguard) (1980). Tony Bill dirigiu outros filmes: Seis Semanas (Six Weeks) (1982), Caminhos Cruzados (Five Corners) (1987), Gente Louca (Crazy People) (1990), Coração Rebelde (Untamed Heart) (1993), Uma Casa da Nossa Própria (A Home of Our Own) (1993), Whitewash - Conspiração Silenciosa (Whitewash: The Clarence Brandley Story) (2002) e Flyboys - Nascidos para Voar (Flyboys) (2006).